# 다목적실용위성
다목적실용위성은 대한민국의 한국항공우주연구원의 주도하에 개발된 실용위성이다. 국민 공모를 통해 아리랑이라는 이름을 얻어 사용 중이다.
- 아리랑 1호: 1999년 발사.
- 아리랑 2호: 2006년 발사.
- 아리랑 3호: 2012년 5월 발사.
- 아리랑 5호: 2013년 8월 발사.
- 아리랑 3A호: 2015년 3월 발사.
- 아리랑 6호
- 아리랑 7호

## 같이 보기
- 대한민국의 인공위성 목록